# Laguépie
Laguépie é uma comuna francesa na região administrativa da Occitânia, no departamento de Tarn-et-Garonne. Estende-se por uma área de 14.86 km², e possui 606 habitantes, segundo o censo de 2018, com uma densidade de 41 hab/km².